# Syndrome de Millard-Gubler
Pour les articles homonymes, voir Gubler.
 Mise en garde médicale
Le syndrome de Millard-Gubler, décrit par Adolphe-Marie Gubler et Auguste Louis Jules Millard, est un syndrome alterne associant une paralysie d'un hémicorps, controlatérale à la lésion et respectant la face, à une paralysie du VI et/ou du VII de type périphérique homolatérale à la lésion,.
Il s'agit d'une lésion du tronc cérébral située dans la région protubérantielle inférieure.
Les principales causes sont : AVC (ischémique) ; tumeur du tronc (gliome) ; sclérose en plaques.